# Имеретинская область
Имеретинская область — административно-территориальное образование Российской империи, существовавшее в 1810—1840 годах. Включала в себя 6 округов: Кутайский, Вакинский (ныне Ванский), Рачинский, Сачхерский, Чхерский (Чхарский) и Багдатский. Областной город — Кутаиси. Образовано на территории бывшего Имеретинского царства, включённого в состав России. В 1840 году Имеретинская область вошла в состав Грузино-Имеретинской губернии.